# Arrondissement électoral de Hochdorf
L'arrondissement électoral de Hochdorf (en allemand Wahlkreis Hochdorf) est l'un des six arrondissements électoraux du canton de Lucerne depuis le 1er janvier 2013.

## Communes
| Nom        | N° OFS | Population (décembre 2022) |
| ---------- | ------ | -------------------------- |
| Aesch      | 1021   | +001 350,                  |
| Ballwil    | 1023   | +002 668,                  |
| Emmen      | 1024   | +031 573,                  |
| Ermensee   | 1025   | +001 012,                  |
| Eschenbach | 1026   | +003 777,                  |
| Hitzkirch  | 1030   | +005 975,                  |
| Hochdorf   | 1031   | +009 911,                  |
| Hohenrain  | 1032   | +002 435,                  |
| Inwil      | 1033   | +002 897,                  |
| Rain       | 1037   | +002 984,                  |
| Römerswil  | 1039   | +001 770,                  |
| Rothenburg | 1040   | +007 859,                  |
| Schongau   | 1041   | +001 068,                  |
| Total      | Total  | +075 279,                  |